# Liuhanlahti
Liuhanlahti är en vik i Finland. Den ligger i Torneå i landskapet Lappland, i den norra delen av landet, 600 km norr om huvudstaden Helsingfors.